# Tamara Myers
Tamara Myers (North Andros, 27 luglio 1993) è una triplista bahamense.

## Palmarès
| Anno | Manifestazione                   | Sede         | Evento         | Risultato | Prestazione | Note                                     |
| ---- | -------------------------------- | ------------ | -------------- | --------- | ----------- | ---------------------------------------- |
| 2008 | Giochi CARIFTA U17               | Basseterre   | Salto triplo   | Argento   | 11,55 m     |                                          |
| 2009 | Giochi CARIFTA U17               | Vieux Fort   | Salto triplo   | Argento   | 11,70 m     |                                          |
| 2011 | Giochi CARIFTA U20               | Montego Bay  | Salto triplo   | Argento   | 12,35 m     |                                          |
| 2011 | Campionati CAC                   | Mayagüez     | Salto triplo   | 6ª        | 12,45 m     |                                          |
| 2011 | Campionati panamericani juniores | Miramar      | Salto triplo   | Argento   | 12,85 m     |                                          |
| 2011 | Giochi CARIFTA U20               | Hamilton     | Salto triplo   | Argento   | 11,62 m     |                                          |
| 2011 | Giochi CARIFTA U20               | Hamilton     | Salto in lungo | 4ª        | 5,63 m      |                                          |
| 2011 | Campionati CAC juniores          | San Salvador | Salto triplo   | Bronzo    | 12,42 m     |                                          |
| 2011 | Campionati CAC juniores          | San Salvador | Salto in lungo | Oro       | 6,02 m      |                                          |
| 2013 | Campionati CAC                   | Morelia      | Salto triplo   | Oro       | 13,18 m     |                                          |
| 2013 | Campionati CAC                   | Morelia      | Salto in lungo | 7ª        | 5,79 m      |                                          |
| 2014 | Giochi del Commonwealth          | Glasgow      | Salto triplo   | 13ª (q)   | 12,87 m     |                                          |
| 2014 | Giochi del Commonwealth          | Glasgow      | Salto in lungo | 17ª (q)   | 6,14 m      |                                          |
| 2015 | Giochi panamericani              | Toronto      | Salto triplo   | 10ª       | 13,57 m     |                                          |
| 2015 | Campionati NACAC                 | San José     | Salto triplo   | 4ª        | 13,78 m     |                                          |
| 2017 | Mondiali                         | Londra       | Salto triplo   | 24ª (q)   | 13,41 m     |                                          |
| 2018 | Giochi del Commonwealth          | Gold Coast   | Salto triplo   | 9ª        | 13,15 m     |                                          |
| 2019 | Giochi panamericani              | Lima         | Salto triplo   | 5ª        | 13,96 m     | Miglior prestazione personale stagionale |
| 2022 | Campionati NACAC                 | Freeport     | Salto triplo   | 4ª        | 13,69 m     |                                          |
| 2023 | Giochi CAC                       | San Salvador | Salto triplo   | 6ª        | 13,31 m     |                                          |